# Capítulo de Segundo filósofo
El Capítulo de Segundo filósofo es una obra de la literatura medieval española fuertemente enraizada con el Diálogo de Epicteto y el emperador Adriano.
Como ocurriera con la Historia de la donzella Teodor y con el Diálogo de Epicteto y el emperador Adriano, el Capítulo de Segundo filósofo también se nos ha transmitido en dos ramas: la oriental, que amplifica el marco narrativo y el número de preguntas, y la occidental, que toma como base la traducción latina llevada a cabo por Willelmus, abad de St. Denis en el siglo XII.

## Partes de la obra
La obra se divide en tres partes:
En la primera, se nos cuenta cómo Segundo es enviado a Atenas, donde consigue el grado de maestro y aprende que no hay mujer casta. Vuelto a su patria de incógnito, pone a prueba a su madre, quien no la supera. Cuando aquella conoce la verdad, muere. Segundo se impone guardar silencio toda su vida y regresa a Grecia.
En la segunda, el emperador Adriano, conocedor de la sabiduría de Segundo, lo manda llamar. Segundo acude, pero no por ello rompe su voto. El emperador lo pone a prueba fingiendo que va a matarlo, pero el filósofo persiste en su mudez. Finalmente, admirado por tanta perseverancia, Adriano le pide que conteste a sus preguntas escribiendo en una tabla.
La tercera parte es el particular diálogo que es mezcla de voz y escritura.